# نيكولاس بورسيل
نيكولاس بورسيل (بالإنجليزية: Nicholas Purcell )‏ (و. 1990  م) هو ممثل، وممثل أفلام، وممثل تلفزي أمريكي، ولد في كونكورد، نيوهامبشر، بدأ مشواره المهني سنة 2001.

## وصلات خارجية
- نيكولاس بورسيل على موقع IMDb (الإنجليزية)
- نيكولاس بورسيل على موقع قاعدة بيانات الفيلم (الإنجليزية)

- نيكولاس بورسيل في قاعدة بيانات الأفلام على الإنترنت